# Gluphisia quinquelinea
Gluphisia quinquelinea är en fjärilsart som beskrevs av Dyar 1892. Gluphisia quinquelinea ingår i släktet Gluphisia och familjen tandspinnare. Inga underarter finns listade i Catalogue of Life.